# أدولف دومون
أدولف دومون (بالفرنسية: Adolphe Dumont)‏ هو مصارع هاوي لوكسمبورغي، (و. 1899  م).

## وصلات خارجية
- أدولف دومون على موقع اللجنة الأولمبية الدولية (الإنجليزية)
- أدولف دومون على موقع أوليمبيديا (الإنجليزية)